# دومینیک دو ویلپن
دومینیک ماری فرانسوا رنه گالوزو دو ویلپَن (به فرانسوی: Dominique de Villepin) (زادهٔ ۱۴ نوامبر ۱۹۵۳) از تاریخ ۳۱ مه ۲۰۰۵ تا ۱۷ مه ۲۰۰۷ نخست‌وزیر فرانسه بود.
وی در دوره‌ای که وزیر امور خارجهٔ فرانسه بود با حملهٔ سال ۲۰۰۳ به عراق مخالفت کرد و همین امر نام او را در صحنهٔ جهانی مطرح ساخت.